# Chionachne punctata
Chionachne punctata är en gräsart som först beskrevs av Robert Brown, och fick sitt nu gällande namn av Jannink. Chionachne punctata ingår i släktet Chionachne och familjen gräs. Inga underarter finns listade i Catalogue of Life.